# اعداد (مجموعه تلویزیونی کره جنوبی)
اعداد (کره‌ای: 넘버스: 빌딩숲의 감시자들؛ انگلیسی: Numbers) یک مجموعه تلویزیونی کره جنوبی که در سال ۲۰۲۳ منتشر شد. کیم میونگ سو، چوی جین-هیوک، چوی مین-سو، یون‌وو و کیم یو ری بازیگران اصلی این مجموعه هستند.

## خلاصه داستان
این مجموعه داستان‌های مختلفی را بیان می‌کند که در یک شرکت حسابداری اتفاق می‌افتد. داستان، حول محور یک حسابدار است که با بی‌عدالتی مبارزه می‌کند.

## بازیگران
| عنوان        | کاراکتر     |
| ------------ | ----------- |
| کیم میونگ سو | جانگ هو وو  |
| چوی جین-هیوک | هان سونگ جو |
| یون‌ وو       | جین یون آه  |
| کیم یو ری    | جانگ جی سو  |
| چوی مین-سو   | هان جه گیون |